# Можайский, Иван Павлович
Ива́н Па́влович Можа́йский (1828 или 1830, Киев — 19 февраля (3 марта) 1893, Новгород) — русский педагог, писатель

 и поэт-сатирик.

## Биография
Родился в 1830 году в Киеве в семье полковника, вице-директора Артиллерийского департамента. После окончания Первой Санкт-Петербургской гимназии, поступил в Императорский Санкт-Петербургский университет, где учился только один год. Был вынужден уйти из-за недостатка средств и стал зарабатывать частными уроками. Выдержав испытательный экзамен в Петербургском университете на звание учителя русского языка в уездных училищах, он получил в 1853 году должность учителя в Новгородском уездном училище; в 1857 году получил должность штатного смотрителя уездного училища. Одновременно он преподавал французский язык в младших классах мужской гимназии. С 1869 года и до своей смерти был инспектором народных училищ Новгородской губернии. В 1880 году земское собрание Новгородского уезда выразило особую благодарность Можайскому за его успешную деятельность в области народного образования.
Начал печататься в 1850-х годах. Первые его произведения появились в «Отечественных записках», «Современнике», «Пантеоне». В 1860-х годах стал печататься в «Искре», «Гудке» и «Будильнике», в 1870-х годах — в «Осколках», «Стрекозе»; его стихотворения появлялись за подписью Дядя Пахом.Лирические произведения можайского помещались преимущественно в «Наблюдателе».
В начале 1860-х годов Можайский был одним из руководителей революционного кружка в Новгородской гимназии. Штаб-офицер корпуса жандармов по Новгородской губернии полковник Буцковский сообщал в III Отделение, что учителя Отто, Можайский и Воннаровский писали на губернатора Филипповича «разные сатиры, которые помещались в „Искре“ и других повременных журналах». 
Также был напечатан, составленный Можайским «Учебный курс географии Новгородской губернии» (Новгород : тип. М. П. Сухова, 1878. — [4], 2, 74 с.; 2-е изд., испр. и доп., с прил. карты Новгородской губернии. — Новгород : типо-лит. Губ. правл., 1890. — [2], 81 с.). Кроме этого, ему принадлежит ряд исторических статей, опубликованных в «Историческом вестнике»: «Времена военных поселений» (1886. — № 8), «Легенды об Аракчееве» (1886. — № 7), «Архимандрит Фотий» (1888. — № 7) и другие, например Памяти бывшего новгородского губернатора, Эдуарда Васильевича Лерхе.
Умер 19 февраля (3 марта) 1893 года, как писали, «от паралича сердца». Был похоронен в семейной могиле на кладбище Десятинного монастыря.